# Sarraltroff
Sarraltroff település Franciaországban, Moselle megyében. Lakosainak száma 791 fő (2022. január 1.). Sarraltroff Gœrlingen, Dolving, Hilbesheim, Oberstinzel, Réding és Sarrebourg községekkel határos.

## Népesség
A település népessége az elmúlt években az alábbi módon változott:
| Lakosok száma | 602  | 752  | 799  | 795  | 737  | 737  | 748  | 777  | 780  | 791  |
|               | 1968 | 1982 | 1990 | 2006 | 2013 | 2015 | 2017 | 2019 | 2020 | 2022 |